# Adriana Deville
Adriana Deville (Yonkers, Nueva York; 6 de abril de 1978) es una actriz pornográfica estadounidense retirada.

## Biografía
Adriana DeVille nació en abril de 1978 en la ciudad de Yonkers, ubicada en el condado de Westchester en el estado estadounidense de Nueva York, en una familia de ascendencia italiana conservadora. Durante su adolescencia acudió a un colegio católico solo para chicas.
Antes de entrar en la industria pornográfica, llegó a trabajar en el mundo de la contabilidad.
Debutó como actriz porno en 2006, a los 28 años de edad. Grabó su primera escena en Florida para los estudios Icey Porn.
Como actriz, ha trabajado para productoras del sector como Evil Angel, Zero Tolerance, Brazzers, Sin City, Kick Ass, New Sensations, Reality Kings, Naughty America o Red Light District, entre otras.
Realizó su primera escena de sexo anal en 2006 para la película Dirty Debutantes 361.
En 2010 fue nominada en los Premios AVN en la categoría de Mejor escena de sexo lésbico en grupo por Big Toy Orgy.
Algunos títulos de su filmografía son Anal Acrobats 4, Back Room MILF 11, Clusterfuck 6, Fetish Fuck Dolls 3, Go Fuck Your Hand, Miami Pink, MILF Fantasy POV, No Boyz No Toyz, Panty Pops 2 o Rachel's Choice.
Se retiró en el año 2014, con más de 130 producciones.

## Premios y nominaciones
| Año  | Ceremonia   | Resultado | Premio                                | Trabajo      |
| ---- | ----------- | --------- | ------------------------------------- | ------------ |
| 2010 | Premios AVN | Nominada  | Mejor escena de sexo lésbico en grupo | Big Toy Orgy |